# Barton (condado de Orleans, Vermont)
Barton es una villa ubicada en el condado de Orleans en el estado estadounidense de Vermont. En el año 2010 tenía una población de 737 habitantes y una densidad poblacional de 199.1 personas por km².

## Geografía
Barton se encuentra ubicada en las coordenadas 44°44′52″N 72°10′33″O / 44.74778, -72.17583.

## Demografía
Según la Oficina del Censo en 2000 los ingresos medios por hogar en la localidad eran de $21,607 y los ingresos medios por familia eran $32,625. Los hombres tenían unos ingresos medios de $27,115 frente a los $18,750 para las mujeres. La renta per cápita para la localidad era de $13,670. Alrededor del 17.8% de la población estaban por debajo del umbral de pobreza.